# クレイジー・フロム・ザ・ヒート
『クレイジー・フロム・ザ・ヒート』（Crazy from the Heat）は、デイヴィッド・リー・ロスが1985年に発表したEP。ソロ名義では初の作品で、全4曲ともカヴァーである。ロスは当時、ヴァン・ヘイレンのメンバーだったが、本作リリース後の1985年4月に一度バンドを脱退している。

## 背景
「イージー・ストリート」はエドガー・ウィンター・グループのアルバム『恐怖のショック療法』（1974年）からのシングル・ヒット曲のカヴァー。「ジャスト・ア・ジゴロ」はビング・クロスビーが1931年にヒットさせた曲だが、本作のヴァージョンは、ルイ・プリマが1956年に発表した「ノーバディ (I Ain't Got Nobody)」とのメドレーに基づいている。「カリフォルニア・ガール」はザ・ビーチ・ボーイズが1965年にシングル・ヒットさせた曲で、オリジナル・メンバーの一人であるカール・ウィルソンが、クリストファー・クロスと共にバッキング・ボーカルで参加。「ココナツ・グローヴ」は、ラヴィン・スプーンフルがアルバム『ハムズ・オブ・ザ・ラヴィン・スプーンフル』（1966年）で発表した曲のカヴァー。

## 反響
アメリカのBillboard 200では15位に達し、1985年4月にはRIAAによってゴールドディスクに認定され、同年6月にはプラチナディスクに認定された。本作からの第1弾シングル「カリフォルニア・ガール」はBillboard Hot 100と『ビルボード』のメインストリーム・ロック・チャートの両方で3位を記録するヒットとなり、アダルト・コンテンポラリー・チャートでは29位に達した。また、「ジャスト・ア・ジゴロ〜ノーバディ」はHot 100で12位、メインストリーム・ロック・チャートで25位を記録し、「イージー・ストリート」はメインストリーム・ロック・チャートで14位を記録した。

## 収録曲
カッコ内は作詞作曲者
1. 「イージー・ストリート」 - "Easy Street" (ダン・ハートマン) - 3:49
2. 「ジャスト・ア・ジゴロ〜ノーバディ」 - " Medley: Just a Gigolo/I Ain't Got Nobody" (アーヴィング・シーザー、レオネロ・カスッチ / ロジャー・グラハム、スペンサー・ウィリアムズ) - 4:43
3. 「カリフォルニア・ガール」 - "California Girls" (ブライアン・ウィルソン、マイク・ラヴ) - 2:50
4. 「ココナツ・グローヴ」 - "Coconut Grove" (ジョン・セバスチャン、ザル・ヤノフスキー) - 2:53

## 参加ミュージシャン
- デイヴィッド・リー・ロス - ボーカル
- エディ・マルチネス - ギター (1-3)
- シド・マッギニス - ギター (1-3)
- ディーン・パークス - ギター (4)
- エドガー・ウィンター - キーボード、サクソフォーン、バッキング・ボーカル (1、2)
- ブライアン・マン - シンセサイザー (1-3)
- ジェームズ・ニュートン・ハワード - シンセサイザー (4)
- ウィリー・ウィークス - ベース (1-3)
- ジョン・ロビンソン - ドラム (1-3)
- サミー・フィゲロア - パーカッション (1-3)
- カール・ウィルソン - バッキング・ボーカル (3)
- クリストファー・クロス - バッキング・ボーカル (3)